# Simon Schobel
Simon Schobel (nascut el 22 de febrer de 1950 a Petrești), és un exjugador d'handbol romanès que va participar en els Jocs Olímpics d'Estiu de 1972.
A les Olimpíades de 1972 hi va guanyar la medalla de bronze amb l'equip de Romania. Hi va jugar els sis partits, i va marcar-hi dos gols.
El 1973 va desertar a l'Alemanya Occidental després d'un partit que el seu equip l'Universitatea Cluj hi havia jugat.
El 2004 fou detingut per sospites d'evasió fiscal, i alliberat el gener de 2005.
El 1982, quan tenia només 32 anys, fou nomenat mànager de la selecció nacional alemanya d'handbol, essent la persona més jove de la història en ostentar el càrrec.